# Efecto Leidenfrost

Efecto Leidenfrost en una gota

El  efecto Leidenfrost es el nombre dado al fenómeno de la capa de vapor que se forma alrededor de un líquido, al encontrarse sobre una superficie con temperatura significativamente mayor al punto de ebullición de ese líquido.
Cuando sobre una base metálica a alta temperatura se coloca una gota de un líquido volátil (agua, alcohol, etc.), la gota no se evapora instantáneamente sino que se mueve erráticamente sobre la superficie durante cierto tiempo, hasta que finalmente desaparece. Pero tarda más tiempo en desaparecer que a una temperatura inferior.
El nombre viene del físico alemán Johann Gottlob Leidenfrost, quien lo describió por primera vez en 1756.
Pierre Hippolyte Boutigny (1798-1884) realizó estudios del efecto Leidenfrost y pensó que las gotas que quedaban suspendidas sobre la superficie de la placa caliente constituían un nuevo estado de la materia, lo que él denominó estado esferoidal.

## Efecto
El efecto se puede visualizar al freír un huevo de gallina en aceite de oliva: si el aceite no está lo suficientemente caliente, el huevo bajará al fondo pudiendo pegarse a la sartén, mientras que si lo está, el huevo flotará y se deslizará en el aceite, cocinándose así más homogéneamente. También puede observarse rociando gotas de agua sobre una bandeja a distintas temperaturas: inicialmente, con la temperatura de la bandeja por debajo de los 100 °C, el agua se aplana y se evapora lentamente. A medida que la temperatura de la bandeja pasa por encima de 100 °C, las gotas de agua dan un silbido al tocar la sartén y se evapora rápidamente. Más tarde, cuando la temperatura excede el punto de Leidenfrost, el efecto Leidenfrost entra en juego. Al contacto con la sartén, se forma un montón de pequeñas gotas de agua que resbalan sobre la superficie, tardando en evaporase más tiempo que cuando la temperatura de la sartén era menor. Este efecto sucede hasta alcanzar una temperatura mucho más alta que hace que cualquier gota de agua que se evapore demasiado rápido para causar este efecto. 
Esto se debe a que a temperaturas por encima del punto Leidenfrost, la parte inferior de la gotícula de agua se vaporiza inmediatamente en contacto con la placa caliente. El gas resultante eleva el resto de la gota de agua justo encima de él, impidiendo cualquier contacto directo entre el agua líquida y la placa caliente. Como el vapor tiene una conductividad térmica mucho menor, la transferencia de calor entre la placa y la gota se ralentiza considerablemente.  Además esto permite a la gota deslizarse con muy poco rozamiento sobre la capa de vapor bajo ella.

Transferencia de calor con la temperatura

La temperatura a la cual el efecto Leidenfrost comienza a ocurrir no es fácil de predecir. Incluso si el volumen de la gota de líquido permanece igual, el punto Leidenfrost puede ser bastante diferente, con una dependencia complicada en las propiedades de la superficie, así como cualesquiera impurezas en el líquido. Algunas investigaciones han llevado a cabo en un modelo teórico del sistema, pero es bastante complicado. Como un cálculo muy aproximado, el punto de Leidenfrost de una gota de agua en una sartén puede ocurrir a 193 °C.
El efecto fue descrito también por el eminente diseñador de calderas de vapor de la época victoriana, Sir William Fairbairn, en referencia a su efecto sobre la reducción masiva de la transferencia de calor desde una superficie de hierro caliente al agua, tal como dentro de una caldera. En un par de conferencias sobre el diseño de la caldera, citó el trabajo de M. Boutigny del profesor Bowman, del King's College, de Londres donde se estudiaba esto. Una gota de agua que se evapora casi de inmediato a 168 °C persistió durante 152 segundos a 202 °C. Como resultado paradójico las temperaturas más bajas en una caja de fuegos de la caldera puede evaporar el agua más rápidamente, comparar el efecto Mpemba. Un enfoque alternativo es aumentar la temperatura más allá del punto Leidenfrost. Fairbairn considera esto también, y puede haber considerado la caldera de vapor flash, pero consideró que los aspectos técnicos eran insuperables para la época.
El punto Leidenfrost también se puede definir como la temperatura para la cual la gota flotando dura más tiempo.

## El punto Leidenfrost
El punto Leidenfrost significa el comienzo de la ebullición estable sobre película. Representa el punto de la curva de ebullición donde el flujo de calor está en el mínimo y la superficie está completamente cubierta por un manto de vapor. La transferencia de calor desde la superficie hasta que el líquido se produce por conducción y radiación a través del vapor. En 1756, Leidenfrost observó que las gotas de agua apoyados por la película de vapor se evaporan lentamente a medida que avanzan sobre la superficie caliente. A medida que la temperatura de la superficie se incrementa, la radiación a través de la película de vapor se vuelve más significativo y el aumento de temperatura hace aumentar el flujo de calor por radiación.
El flujo de calor mínima de una placa horizontal de gran tamaño puede obtenerse de la ecuación de Zuber,
{\displaystyle {{\frac {q}{A}}_{min}}=C{{h}_{fg}}{{\rho }_{v}}{{\left[{\frac {\sigma g\left({{\rho }_{L}}-{{\rho }_{v}}\right)}{{\left({{\rho }_{L}}+{{\rho }_{v}}\right)}^{2}}}\right]}^{{}^{1}\!\!\diagup \!\!{}_{4}\;}}}
donde las propiedades son evaluadas a temperatura de saturación. Constante Zuber, C es aproximadamente 0,09 para la mayoría de los líquidos a presiones moderadas.

## Correlaciones empleadas en la transferencia de calor
El coeficiente de transferencia de calor se puede aproximar utilizando la ecuación de Bromley,
{\displaystyle h=C{{\left[{\frac {k_{v}^{3}{{\rho }_{v}}g\left({{\rho }_{L}}-{{\rho }_{v}}\right)\left({{h}_{fg}}+0.4{{c}_{pv}}\left({{T}_{s}}-{{T}_{sat}}\right)\right)}{{{D}_{o}}{{\mu }_{v}}\left({{T}_{s}}-{{T}_{sat}}\right)}}\right]}^{{}^{1}\!\!\diagup \!\!{}_{4}\;}}}
Donde, {\displaystyle {{D}_{o}}} es el diámetro exterior del tubo. El C constante de correlación es de 0,62 para los cilindros y las placas verticales horizontal y 0,67 para las esferas. Propiedades de vapor se evalúan en temperatura de la película.
Por película estable hirviendo sobre una superficie horizontal, Berenson ha modificado la ecuación de Bromley a ceder,
{\displaystyle h=0.425{{\left[{\frac {k_{vf}^{3}{{\rho }_{vf}}g\left({{\rho }_{L}}-{{\rho }_{v}}\right)\left({{h}_{fg}}+0.4{{c}_{pv}}\left({{T}_{s}}-{{T}_{sat}}\right)\right)}{{{\mu }_{vf}}\left({{T}_{s}}-{{T}_{sat}}\right){\sqrt {\sigma /g\left({{\rho }_{L}}-{{\rho }_{v}}\right)}}}}\right]}^{{}^{1}\!\!\diagup \!\!{}_{4}\;}}}
Para tubos verticales, Hsu y Westwater han correlacionado la siguiente ecuación,
{\displaystyle h{{\left[{\frac {\mu _{v}^{2}}{g{{\rho }_{v}}\left({{\rho }_{L}}-{{\rho }_{v}}\right)k_{v}^{3}}}\right]}^{{}^{1}\!\!\diagup \!\!{}_{3}\;}}=0.0020{{\left[{\frac {4m}{\pi {{D}_{v}}{{\mu }_{v}}}}\right]}^{0.6}}}
Cuando, m es la tasa de flujo de masa {\displaystyle l{{b}_{m}}/hr} en el extremo superior del tubo
A temperaturas por encima de ese exceso en el flujo de calor mínimo, la contribución de la radiación se convierte en apreciable y se convierte en dominante a altas temperaturas en exceso. El coeficiente de transferencia de calor total puede ser tanto, es una combinación de los dos. Bromley ha sugerido las siguientes ecuaciones para ebullición de la película de la superficie exterior de los tubos horizontales.
{\displaystyle {{h}^{{}^{4}\!\!\diagup \!\!{}_{3}\;}}={{h}_{conv}}^{{}^{4}\!\!\diagup \!\!{}_{3}\;}+{{h}_{rad}}{{h}^{{}^{1}\!\!\diagup \!\!{}_{3}\;}}}
Si {\displaystyle {{h}_{rad}}<{{h}_{conv}}},
{\displaystyle h={{h}_{conv}}+{\frac {3}{4}}{{h}_{rad}}}
El coeficiente de radiación efectiva, {\displaystyle {{h}_{rad}}} se puede expresar como,
{\displaystyle {{h}_{rad}}={\frac {\varepsilon \sigma \left(T_{s}^{4}-T_{sat}^{4}\right)}{\left({{T}_{s}}-{{T}_{sat}}\right)}}}
Donde, {\displaystyle \varepsilon } es la emisividad de la sólida y {\displaystyle \sigma } es la constante de Stefan-Boltzmann.

## Curiosidades
En la película británica Simba, la lucha contra el Mau-Mau de 1955 en una escena se utiliza el efecto Leidenfrost con un machete calentado y la lengua para atemorizar a un indígena. 
En el final de la temporada 2009 de Cazadores de Mitos en la sección "Mini Mito Mayhem", el equipo demostró que una persona puede, mojando la mano, introducirla brevemente en plomo fundido sin sufrir lesiones utilizando el efecto Leidenfrost como base científica.
En el libro Miguel Strogoff de Julio Verne, el efecto Leidenfrost podría explicar por qué no queda ciego el personaje cuando le acercan una espada caliente a los ojos.
En la película de Pixar Elementos de 2023 la protagonista Ember Lumen (una joven de fuego) puede agarrar la mano de Wade Ripple (un muchacho hecho de agua) sin apagarse (aunque no se menciona este efecto como explicación).